# Gondola

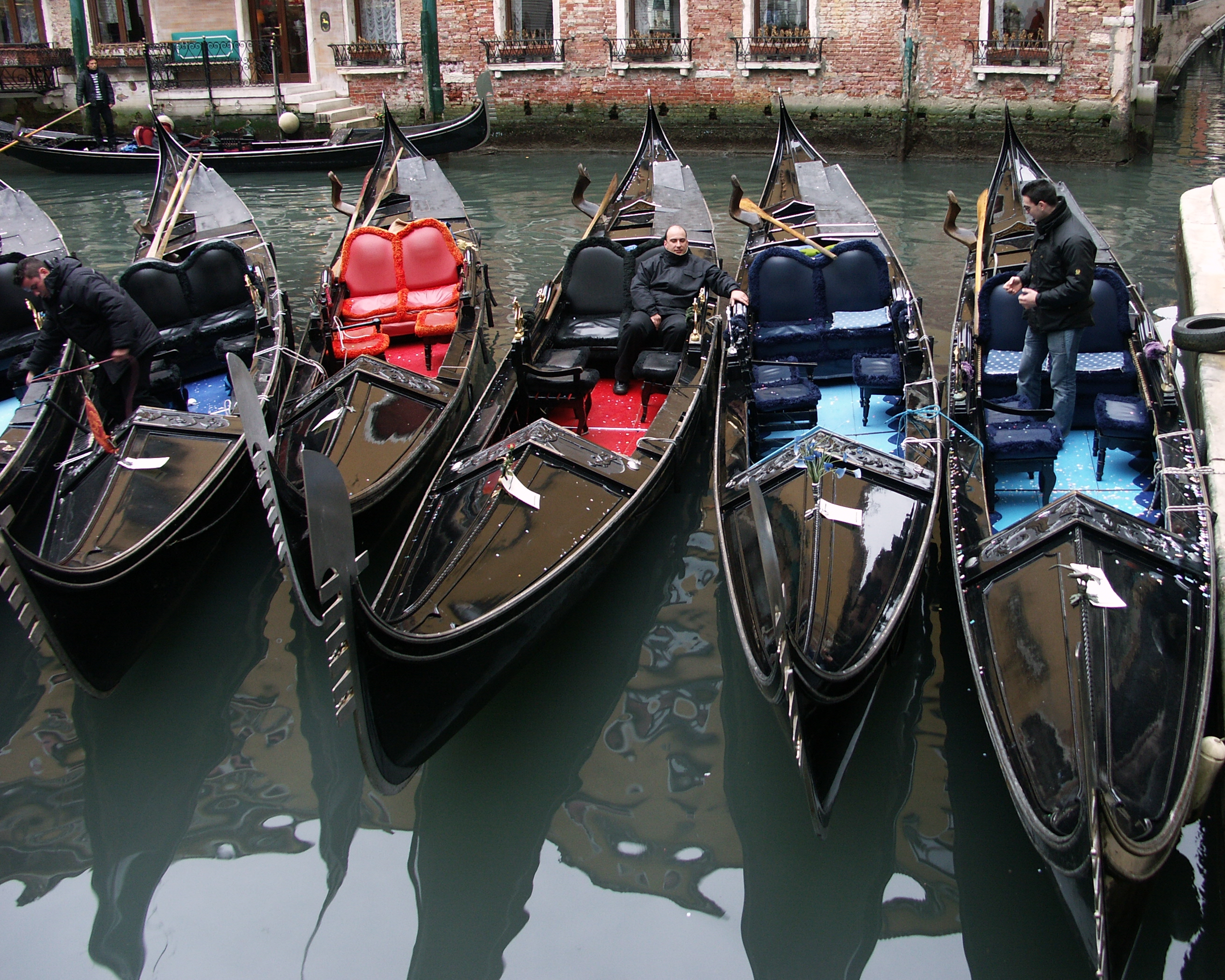
Gondoly v Benátkách

Gondola (ital.) je tradiční benátská loďka pro dopravu osob i nákladů po kanálech a po celém benátském zálivu.

## Popis
Gondola je dřevěná loďka, typicky 10 m dlouhá, s plochým dnem a charakteristickými kovovými zobci na přídi i na zádi. Skládá se z 280 dílů a na její výrobu se používá 8 druhů dřeva. Dřevo se nechá zrát 1-2 roky dokud není vhodné na výrobu. Samotná gondola váží 350 kg. Zobec na přídi má tvar labutího krku, vybíhá v jakousi sekyru (ferro) a slouží také jako protiváha gondoliéra. Ten stojí na zádi a má jedno dlouhé veslo, zaklesnuté ve oku vidlice, čímž gondolu řídí i pohání. Dříve mívaly gondoly i snímatelnou kabinku s okny a žaluziemi, což není pro turistický provoz vhodné. Gondola pojme dva až osm pasažérů, větší gondoly (traghetti) mají dva gondoliéry, na přídi a na zádi.

## Historie
Nejstarší vyobrazení gondol pocházejí z 15. století, kdy byly pestře pomalované. Od 16. století mají předepsánu černou barvu. Až do 20. století to byl jediný dopravní prostředek na benátských kanálech, kde bývalo v provozu až deset tisíc gondol. Dnes slouží asi 400 gondol hlavně turistům, ale také místní dopravě osob a malých nákladů. Pravidelně se pořádají také závody gondol.

## Přenesené významy
V přeneseném významu gondola označuje:
- strojovna větrné turbíny (elektrárny) umístěná na vrcholu tubusu (stožáru)
- zavěšený koš balónu
- zavěšenou kabinu vzducholodi
- motorovou gondolu – podvěšené uložení leteckých motorů pod křídly
- kabinku kabinové lanovky
- přepravní kabinu gondolového mostu

a podobně.
Gondola je také oblíbený název restaurací a hotelů.